# Жуков, Иван Ефимович
Иван Ефимович Жуков (31 декабря 1934 — 10 апреля 2021) — советский военный лётчик, Герой Советского Союза (1982), Заслуженный военный лётчик СССР (1985), полковник (1980)

## Биография
Иван Жуков родился 31 декабря 1934 года в городе Владимире. Окончил среднюю школу в родном городе. В 1953 году Жуков был призван на службу в Советскую Армию. В 1957 году он окончил 151-е ВАУЛ (Сызрань), в 1967 году — Военно-воздушную академию. С 1967 года служил старшим инструктором-лётчиком 764-го истребительного авиаполка, дислоцировавшегося на аэродроме «Большое Савино» в Перми.
В августе 1981 года на аэродроме Кричев (Могилёвская область, Белоруссия) во время учебно-показательного полёта на самолёте МиГ-25ПУ (командир экипажа — полковник Жуков, второй пилот — капитан Оболенцев) возник пожар двигателя и заклинило бустер управления самолётом. В итоге на высоте 17 километров самолёт стал практически неуправляем, так как для управления рулями едва хватало физических усилий (для снижения которых и предназначен бустер). Однако командир экипажа принял решение посадить аварийный самолёт на аэродром, чтобы в дальнейшем попробовать разобраться в причине аварии. Проимитировав условия захода на посадку на безопасной высоте (для возможности катапультироваться в случае неудачи), он убедился, что должен справиться с управлением самолётом на посадке. После этого он благополучно посадил аварийный самолёт на аэродром. Благодаря этому на самолёте был обнаружен дефект, который впоследствии был устранён на других экземплярах МиГ-25.
Указом Президиума Верховного Совета СССР от 16 февраля 1982 года за «мужество и героизм, проявленные при освоении нового вооружения и военной техники и спасении аварийного самолёта» полковник Иван Жуков был удостоен высокого звания Героя Советского Союза с вручением ордена Ленина и медали «Золотая Звезда».
С июня 1985 года — председатель Квалификационной комиссии — старший инспектор-лётчик авиации ПВО страны. С октября 1988 года полковник Жуков — в запасе. За годы службы совершил 4446 вылетов, освоил самолёты МиГ-15, МиГ-17, МиГ-19, МиГ-23, МиГ-25 и МиГ-31. Впервые в авиации ПВО произвёл пуск ракет по двум воздушным целям одновременно.
Заслуженный военный лётчик СССР (16.08.1985). Был также награждён орденом Красной Звезды (22.02.1977) и рядом медалей.
Имя Героя присвоено Муниципальному автономному общеобразовательному учреждению «Средняя общеобразовательная школа № 2 имени Героя Советского Союза И. Е. Жукова» г. Владимира.
Умер 10 апреля 2021 года в городе Владимире

## Память
- Мемориальная доска в память о И. Е. Жукове установлена Российским военно-историческим обществом на здании средней школы № 2 Владимира, где он учился.
- Мемориальная доска в память о И. Е. Жукове установлена 09.04.2022 г. на доме № 8 по ул. Пионерская в микрорайоне «Заря» г. Балашиха, где он жил последнее время.